# HEY2
HEY2 (англ. Hes related family bHLH transcription factor with YRPW motif 2) – білок, який кодується однойменним геном, розташованим у людей на короткому плечі 6-ї хромосоми. Довжина поліпептидного ланцюга білка становить 337 амінокислот, а молекулярна маса — 35 808.
| 10         |  | 20         |  | 30         |  | 40         |  | 50         |
| ---------- |  | ---------- |  | ---------- |  | ---------- |  | ---------- |
| MKRPCEETTS |  | ESDMDETIDV |  | GSENNYSGQS |  | TSSVIRLNSP |  | TTTSQIMARK |
| KRRGIIEKRR |  | RDRINNSLSE |  | LRRLVPTAFE |  | KQGSAKLEKA |  | EILQMTVDHL |
| KMLQATGGKG |  | YFDAHALAMD |  | FMSIGFRECL |  | TEVARYLSSV |  | EGLDSSDPLR |
| VRLVSHLSTC |  | ATQREAAAMT |  | SSMAHHHHPL |  | HPHHWAAAFH |  | HLPAALLQPN |
| GLHASESTPC |  | RLSTTSEVPP |  | AHGSALLTAT |  | FAHADSALRM |  | PSTGSVAPCV |
| PPLSTSLLSL |  | SATVHAAAAA |  | ATAAAHSFPL |  | SFAGAFPMLP |  | PNAAAAVAAA |
| TAISPPLSVS |  | ATSSPQQTSS |  | GTNNKPYRPW |  | GTEVGAF    |  |            |

A: Аланін

C: Цистеїн

D: Аспарагінова кислота

E: Глутамінова кислота

F: Фенілаланін

G: Гліцин

H: Гістидин

I: Ізолейцин

K: Лізин

L: Лейцин

M: Метіонін

N: Аспарагін

P: Пролін

Q: Глутамін

R: Аргінін

S: Серин

T: Треонін

V: Валін

W: Триптофан

Кодований геном білок за функціями належить до репресорів, білків розвитку. 
Задіяний у таких біологічних процесах, як транскрипція, регуляція транскрипції. 
Білок має сайт для зв'язування з ДНК. 
Локалізований у ядрі.